# Jens Schneider (Bauingenieur)
Jens Schneider (* 18. November 1969 in Hüttental) ist ein deutscher Bauingenieur und seit 1. Oktober 2023 Rektor der Technischen Universität Wien.

## Leben
Schneider studierte von 1990 bis 1997 Bauingenieurwesen an der Technischen Universität Darmstadt. Seit 2009 war er Professor für Statik am Institut für Statik und Konstruktion der TU Darmstadt, seit 2017 Dekan des Fachbereichs Bau- und Umweltingenieurwissenschaften und seit 2020 Vizepräsident für Transfer und Internationalisierung. Am 1. Juli 2022 wurde er zum Nachfolger von Sabine Seidler ab 1. Oktober 2023 als Rektor der Technischen Universität Wien gewählt.
Im Oktober 2023 wurde Horst Bischof (Rektor der TU Graz) zum Präsidenten des Vereines TUAustria gewählt, Vizepräsidenten wurden Jens Schneider und Peter Moser (Rektor der Montanuniversität Leoben).